# René Černý (voják)

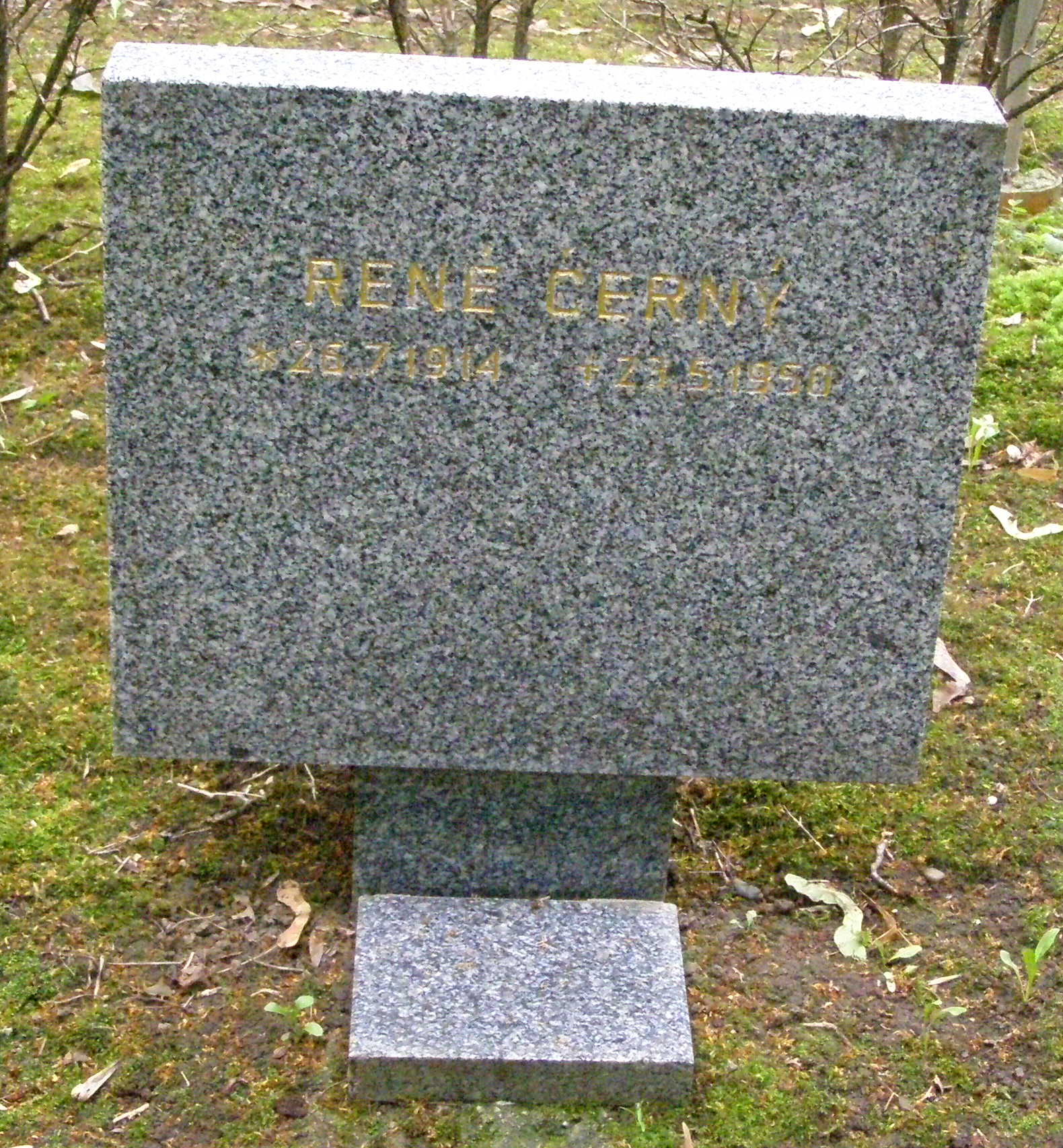
Symbolický hrob na Čestném pohřebišti popravených a umučených z padesátých let (III. odboj) na Ďáblickém hřbitově v Praze

Generálmajor (in memoriam) René Černý (26. července 1914 Kvíček [dnes část Slaného] – 23. května 1950 Plzeň-Bory) je bývalý důstojník prvorepublikové armády příslušník Obrany národa, zástupce velitele tankové roty Čs. obrněné brigády u Dunkerque, který byl popraven ve vykonstruovaném soudním procesu. JUDr. in memoriam.

## Mládí
Narodil se do rodiny úředníků Císařsko-královských státních drah (Antonín Černý byl písařem, děd z matčiny strany Matěj Fencl podúředníkem) a pokřtěn Renát Josef. Výnosem zemského úřadu v Praze byl v roce 1938 tento přepis křestního jména upraven na správné znění René.

## Osud za první republiky
Po dobrovolném absolvovaní základní vojenské služby setrval v další činné službě. Ve 30. letech 20. století absolvoval Školu pro důstojníky jezdectva v záloze. V prvorepublikové armádě působil v nejrůznějších pozicích jako je např. velitel čety či zpravodajský důstojník. Před odchodem do zahraničí, začal studovat práva na PF Masarykovy university v Brně.

## Odboj v rámci čs. armády
Před svým odchodem do zahraničí působil v Obraně národa, kde se podílel na organizaci odchodu čs. vojáků do zahraničí. Po jeho prozrazení musel také ilegálně utéct do zahraničí. Ve Francii působil jako zpravodajsky důstojník, kde taktéž po pádu Francie musel utéct lodí do Velké Británie. Zde působil v 1. československé smíšené brigádě, jako velitel čety. Na konci 2. světové války se jako zástupce velitele roty zúčastnil obléhaní Dunkerque. Za svoji činnost během druhé světové války obdržel řadu československých a spojeneckých vyznamenání.

## Osud v tzv. třetí republice
Po válce absolvoval VŠV v Praze a působil na škole jako profesor taktiky týlových jednotek. Po únorovém převratu v roce 1948 byl okamžitě zbaven pedagogické činnosti a postupně převelen k týlovým jednotkám. Svoji situaci se pokusil vyřešit útěkem na Západ, byl však udán a na státní hranici spolu se snoubenkou zatčen a odsouzen na 19 let vězení, degradaci na vojína atd. Dále byl rozsudek v roce 1950 změněn za pokus o útěk z Borské věznice. Téměř současně byl odsouzen ve vykonstruovaném procesu za „pokus o státní převrat“ k trestu smrti. Rozsudek byl vykonán v 23. května 1950 v pankrácké věnici.
Ostatky Reného Černého byly zpopelněny ve Strašnickém krematoriu, kde také zůstala uskladněna jeho urna. Dne 6. října 1953 byla urna přesunuta z krematoria do skladu v pankrácké věznici. Později byla předána jeho rodině. Na Čestném pohřebišti v Ďáblickém hřbitově se nachází symbolický Černého hrob. Tamní symbolické náhrobky odkazují na zemřelé politické vězně bez ohledu na jejich skutečné místo pohřbení.

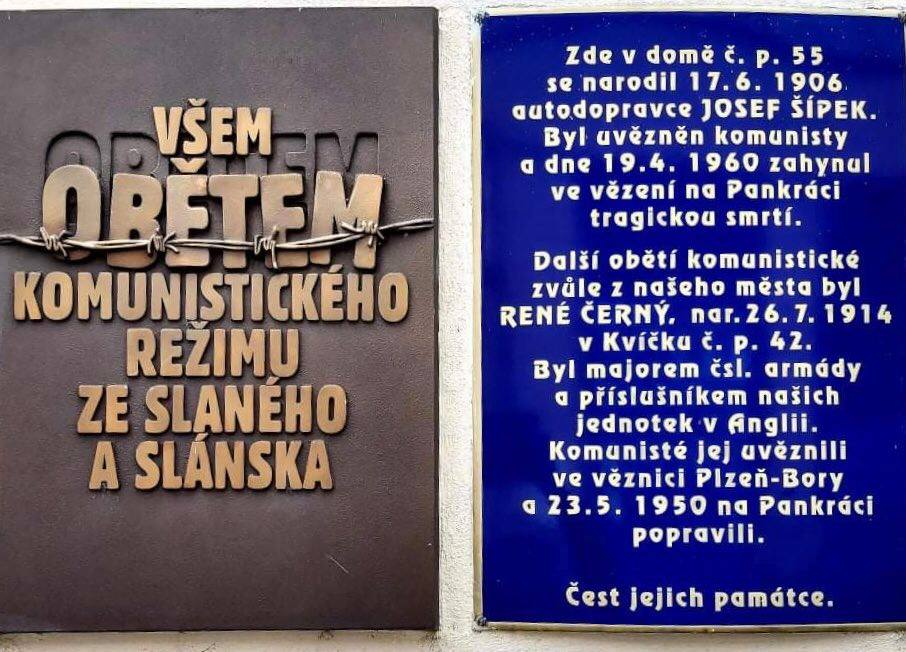
Pamětní deska obětem komunismu, majora René Černého a autodopravce Josefa Šípka ve Slaném

## Rehabilitace po roce 1989
V letech 1990–1994 byl na základě rehabilitačních řízení v plném rozsahu rehabilitován a povýšen in memoriam do generálské hodnosti. Ve Slaném v Soukenické ulici byla odhalena pamětní deska a příležitostně také vycházejí články v odborném i v populárním tisku.